# Stephan Petróczy
Stephan Petróczy von Petrócz, in ungherese Petróczy István (Granč-Petrovce, 3 gennaio 1874 – Budapest, 9 agosto 1957), è stato un militare e pioniere dell'aviazione austro-ungarico, poi ungherese.
Militare di carriera di nobili origini, laureatosi all'Accademia militare Teresiana, nel 1902 divenne aerostiere e pilota di dirigibile, poi nel 1910 fu il primo ungherese a conseguire il brevetto di volo per l'aeroplano, tredicesimo di tutto l'impero austro-ungarico. Nello stesso anno si infortunò a seguito di un atterraggio di emergenza durante un tentativo di volo a lunga distanza.
Gli fu affidato il comando della prima scuola di volo dell'impero e del relativo aeroporto di Wiener Neustadt. Per sua iniziativa, nel 1912 furono iniziati i primi tentativi di mimetizzazione, facendo rivestire un monoplano Etrich Taube con una materia plastica trasparente. In seguito durante la prima guerra mondiale, dopo un breve servizio al fronte, divenne responsabile di tutte le costruzioni aeronautiche della k.u.k. Luftfahrtruppen, sotto il diretto controllo del Ministero della guerra dell'Impero austro-ungarico.
Con Wilhelm Zurovec e Theodore von Kármán sviluppò i primi elicotteri militari sperimentali, culminati nel PKZ 2.
Dopo la prima guerra mondiale fu artefice della nascita dell'aeronautica ungherese, da cui fu estromesso al termine della seconda guerra mondiale. Espropriato dei suoi beni, visse poi in povertà fino alla morte.
Solo dopo la dissoluzione del blocco sovietico, riconosciuto quale pioniere del volo, gli furono dedicati monumenti e nel 2010 gli vennero tributati solenni funerali di stato.